# Kampioenschap van Vlaanderen 1985
Il Kampioenschap van Vlaanderen 1985, settantesima edizione della corsa, si svolse il 12 settembre 1985 su un percorso di 150 km, con partenza e arrivo a Koolskamp. Fu vinto dal belga Eddy Vanhaerens della Eurosoap-Crack Meubelen-Datakor davanti ai suoi connazionali Claude Criquielion e Pol Verschuere.

## Ordine d'arrivo (Top 10)
| Pos. | Corridore          | Squadra                         | Tempo    |
| ---- | ------------------ | ------------------------------- | -------- |
| 1    | Eddy Vanhaerens    | Eurosoap-Crack Meubelen-Datakor | 3h39'00" |
| 2    | Claude Criquielion | Hitachi-Splendor-Sunair         |          |
| 3    | Pol Verschuere     | Fagor                           |          |
| 4    | Dirk Clarysse      | TeVe Blad-Perlav                |          |
| 5    | Gery Verlinden     | Verandalux-Dries                |          |
| 6    | Patrick Cocquyt    | Safir-Van de Ven                |          |
| 7    | Eddy Planckaert    | Panasonic                       |          |
| 8    | Étienne De Wilde   | Safir-Van de Ven                |          |
| 9    | Marc Van Geel      | Safir-Van de Ven                |          |
| 10   | Marc Somers        | Hitachi-Splendor-Sunair         |          |